# Примирје у Деулину
Примирје у Деулину (1618) окончало је пољско-руски рат (1605—1618).

## Увод
Током Времена Смутње, Пољско-Литванска унија војно је подржала Лажног Димитрија (1605—1606) и Тушинског Разбојника (1607—1610). Шведска интервенција у Русији (1609—1610) довела је до отвореног рата са Пољском, који је кулминирао падом Москве (1610) и Смоленска (1611) у руке Пољака. Ратна срећа изменила се ослобођењем Москве 1612. од стране Мињина и Пожарског, и избором Михаила Романова за цара. 

## Примирје
Споразум је склопљен у селу Деулино, у близини Тројице-Сергијеве лавре. Споразумом је утврђено:
- Примирје је на 13 и по година и обострана размена заробљеника.
- Пољска је задржала Смоленск и Северију (са Черњиговом, Перејаславом и Новгородом Северским).
- Владислав Васа задржао је титулу руског цара.

## Последице
Примирјем у Деулину Пољско-Литванска унија је достигла врхунац експанзије на исток, док је Русија добила предах и окончање Времена Смутње. Деулино не представља трајни споразум, пошто Владислав Васа не жели да се одрекне права на Руски престо. Захваљујући примирју, патријарх Филарет се 1619. вратио у Москву и преузео управу државом у име свог сина, цара Михаила.
Изгубљене области Русија ће повратити тек у Пољско-руском рату (1654—1667).